# Liste der Biografien/Krei
Liste der Biografien |
Portal Biografien |
Personensuche
# |
A |
B |
C |
D |
E |
F |
G |
H |
I |
J |
K |
L |
M |
N |
O |
P |
Q |
R |
S |
T |
U |
V |
W |
X |
Y |
Z |
?
 
Ka |
Kb |
Kc |
Kd |
Ke |
Kf |
Kg |
Kh |
Ki |
Kj |
Kl |
Km |
Kn |
Ko |
Kp |
Kr |
Ks |
Kt |
Ku |
Kv |
Kw |
Ky |
Kx |
Kz
 
Kra |
Krb |
Krc |
Kre |
Krg |
Krh |
Kri |
Krj |
Krk |
Krl |
Krm |
Krn |
Kro |
Krp |
Krs |
Krt |
Kru |
Kry |
Krz
 
Krea |
Kreb |
Krec |
Kred |
Kree |
Kref |
Kreg |
Kreh |
Krei |
Krej |
Krek |
Krel |
Krem |
Kren |
Kreo |
Krep |
Kres |
Kret |
Kreu |
Krev |
Krew |
Krex |
Krey |
Krez
Die Liste der Biografien führt alle Personen auf, die in der deutschsprachigen Wikipedia einen Artikel haben. Dieses ist eine Teilliste mit 262 Einträgen von Personen, deren Namen mit den Buchstaben „Krei“ beginnt.

## Krei
- Krei, Manfred (* 1946), deutscher Fußballtorhüter

### Kreib
- Kreibaum, Friedrich (1903–1983), deutscher Jurist, Unternehmer und Politiker (FDP), MdB
- Kreibaum, Otto (1902–1985), deutscher Unternehmer
- Kreibich, Florian (* 1969), österreichischer Politiker (ÖVP), Abgeordneter zum Salzburger Landtag
- Kreibich, Franz Jacob Heinrich (1759–1833), böhmischer Dekan und Kartograph
- Kreibich, Karl (1869–1932), österreichischer Dermatologe und Hochschullehrer
- Kreibich, Karl (1883–1966), tschechischer Politiker, Herausgeber, Journalist, Schriftsteller, Diplomat
- Kreibich, Mirco (* 1983), deutscher Schauspieler
- Kreibich, Oskar (1916–1984), deutscher Maler, Grafiker und Bildhauer
- Kreibich, Paul (* 1955), amerikanischer Jazzmusiker (Schlagzeug, Komposition)
- Kreibich, Ralph (* 1975), österreichischer Ruderer
- Kreibich, Rolf (* 1938), deutscher Physiker, Soziologe und Zukunftsforscher
- Kreibich, Vilém (1884–1955), tschechoslowakischer Künstler
- Kreibig, Erwin von (1904–1961), deutscher Maler, Zeichner und Grafiker
- Kreibohm, Bernhard (1925–2000), deutscher Politiker (SPD), MdL

### Kreic
- Kreich, Paul (1908–2004), deutscher Politiker (FDP)
- Kreichgauer, Damian (1859–1940), Priester, Pater und Steyler Missionar, Anthropologe, Physiker
- Kreickemeier, Udo (* 1969), deutscher Wirtschaftswissenschaftler
- Kreicker, Helmut (* 1970), deutscher Jurist, Richter am Bundesgerichtshof

### Kreid
- Kreidberg, Laura, US-amerikanische AstronominLaura Kreidberg

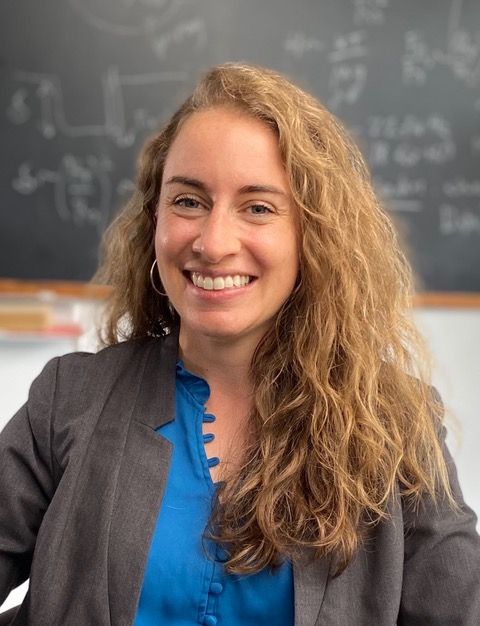
Laura Kreidberg

- Kreide, Regina (* 1968), deutsche Politikwissenschaftlerin
- Kreidel, Christian Wilhelm (1817–1890), deutscher Verlagsbuchhändler
- Kreidel, Ernst (1863–1916), deutscher Verwaltungsbeamter
- Kreidel, Thomas (* 1964), deutscher Rollstuhl-Tischtennis- und Tennisspieler
- Kreidemann, Franz (1871–1953), deutscher Schauspieler und Schriftsteller
- Kreidenmann, Johann Konrad (1577–1655), deutscher Jurist
- Kreider, Aaron Shenk (1863–1929), US-amerikanischer Politiker
- Kreider, Chris (* 1991), US-amerikanischer Eishockeyspieler
- Kreider, Robert Stanford (1919–2015), US-amerikanischer Historiker
- Kreidl, Heinz (* 1945), österreichischer Theater- und Opernregisseur und Intendant
- Kreidl, Jakob (* 1952), deutscher Politiker (CSU), MdL
- Kreidl, Johannes (* 1996), österreichischer FußballtorwartJohannes Kreidl (* 1996)

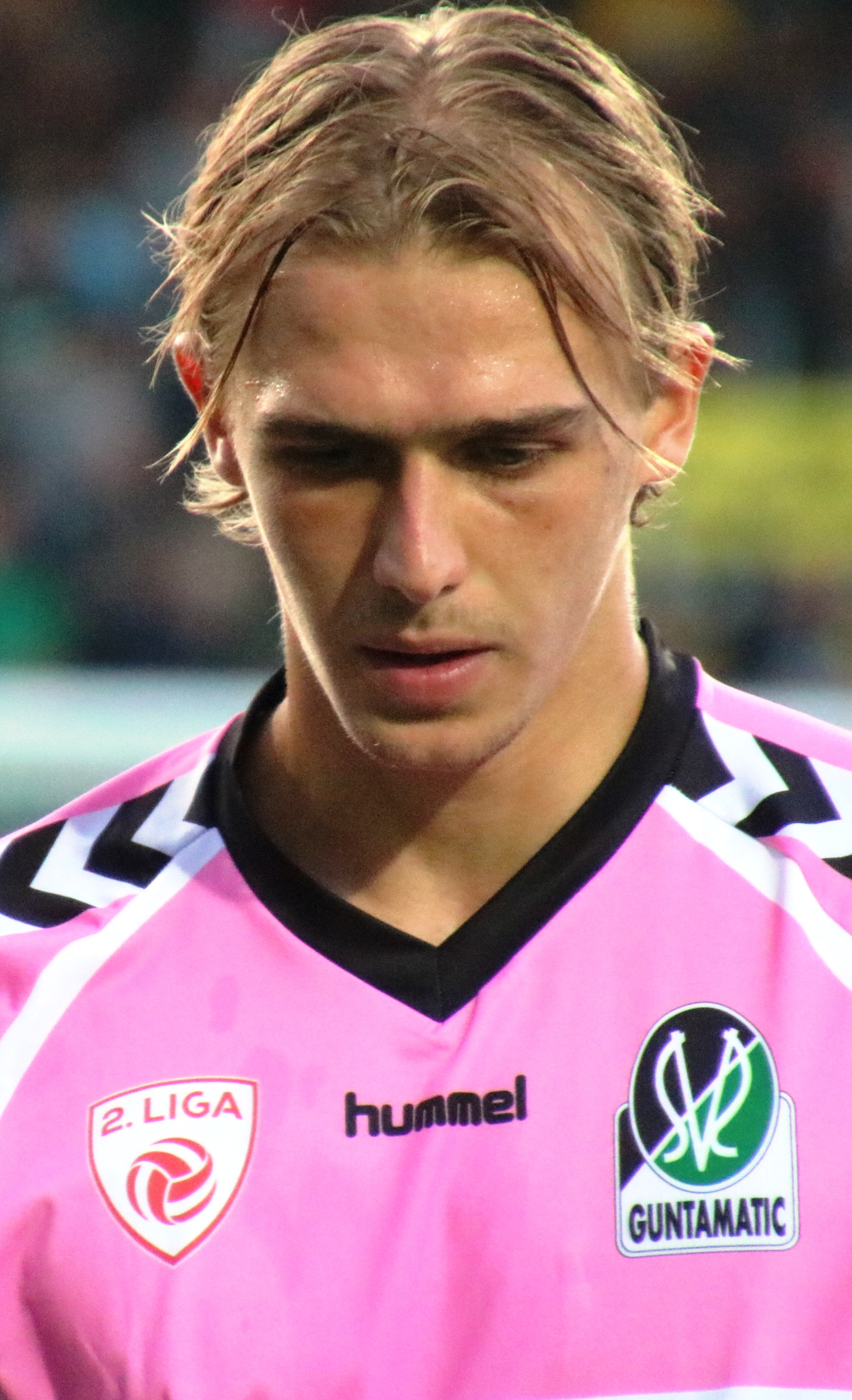
Johannes Kreidl (* 1996)

- Kreidl, Margret (* 1964), österreichische Autorin
- Kreidl, Regina (1874–1927), österreichische Malerin
- Kreidler, Dieter (* 1943), deutscher klassischer Gitarrist und Hochschullehrer
- Kreidler, Johannes (* 1946), deutscher römisch-katholischer Geistlicher, emeritierter Weihbischof in Rottenburg-Stuttgart
- Kreidler, Johannes (* 1980), deutscher Komponist und Aktionskünstler
- Kreidler, Mike (* 1943), US-amerikanischer Politiker
- Kreidolf, Ernst (1863–1956), Bilderbuchillustrator
- Kreidt, Fritz (1936–2020), deutscher Maler
- Kreidt, Martin (* 1961), deutscher Theaterautor und Regisseur
- Kreidweiß, Ulrich († 1501), Priester und Generalvikar in Köln

### Kreie
- Kreienbaum, Karl-Heinz (1915–2002), deutscher Schauspieler und Autor
- Kreienberg, Heinrich (* 1917), deutscher Fußballspieler
- Kreienberg, Rolf (1946–2021), deutscher Gynäkologe, Hochschullehrer
- Kreienberg, Walter (1911–1994), deutscher Physiologe und ärztlicher Standespolitiker
- Kreienbrinck, Arthur (* 1955), deutscher Fußballspieler
- Kreienbühl, Christian (* 1981), Schweizer Leichtathlet
- Kreienbühl, Jürg (1932–2007), Schweizer und französischer Maler und Kupferstecher
- Kreienbühl, Silas (* 1983), Schweizer Künstler und Kurator
- Kreienhop, Rolf (* 1944), deutscher Beamter, Vizepräsident des Bundesamts für Güterverkehr
- Kreienkamp, Eva (* 1962), deutsche ManagerinEva Kreienkamp (* 1962)

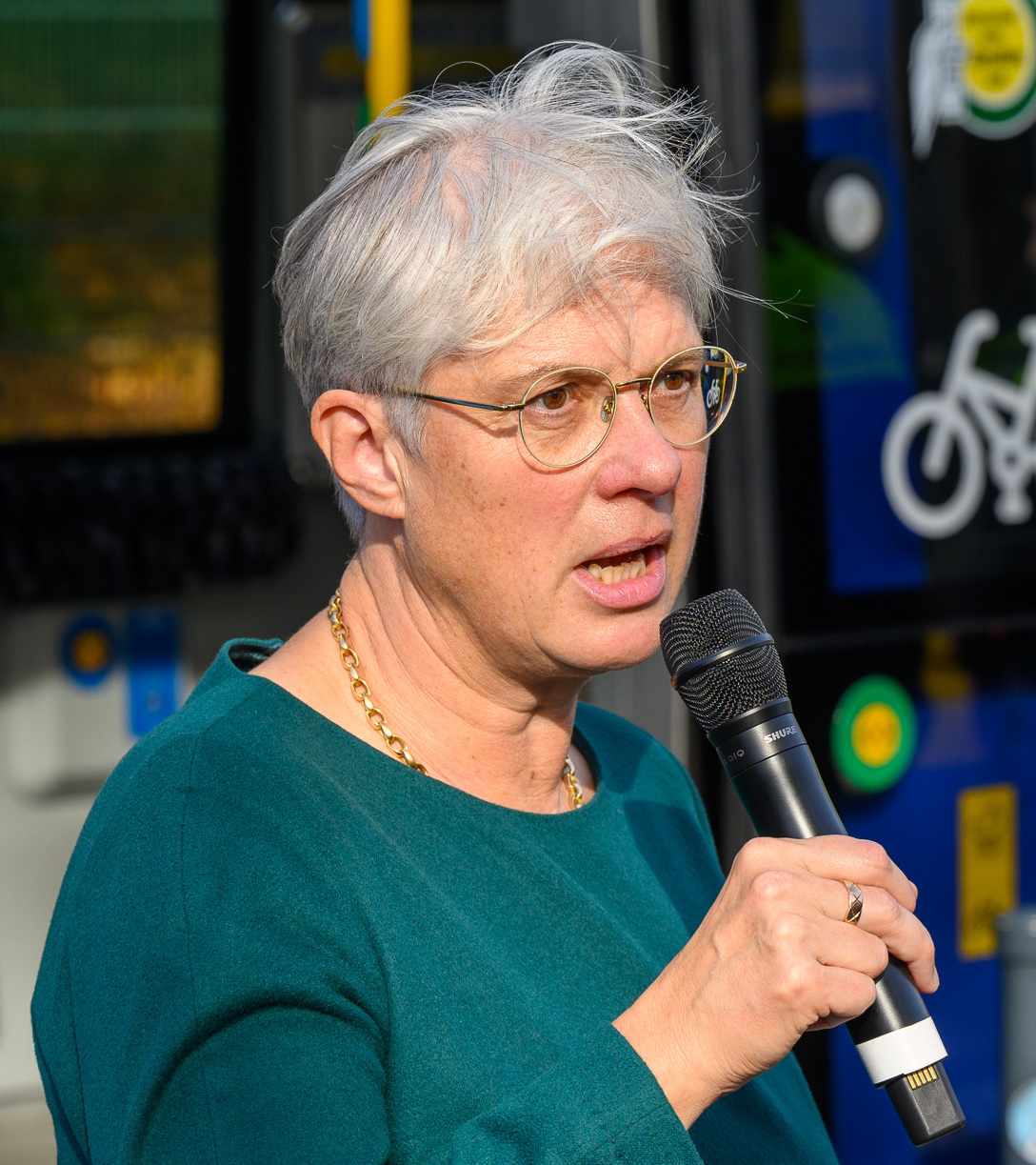
Eva Kreienkamp (* 1962)

- Kreier, Florian (* 1983), deutscher Musiker, Autor und Journalist
- Kreier, Stefan (* 1956), Schweizer Objektkünstler, Performer und Maler

### Kreih
- Kreihsl, Michael (* 1958), österreichischer Regisseur, Drehbuchautor und Schauspieler

### Kreij
- Kreij, Harma van (* 1993), niederländische Handballspielerin

### Kreik
- Kreikebaum, Hartmut (1934–2016), deutscher Wirtschaftswissenschaftler
- Kreikemeyer, Willi (1894–1950), deutscher SED-Funktionär, Generaldirektor der Reichsbahn, Schlüsselfigur der Fieldaffäre
- Kreiken, Egbert Adriaan (1896–1964), niederländischer Astronom
- Kreikenbohm, Wolfgang (* 1937), deutscher Fußballfunktionär
- Kreikenbom, Detlev (* 1951), deutscher Klassischer Archäologe
- Kreiker, Dario (* 2003), österreichischer Fußballspieler

### Kreil
- Kreil, Benno (1779–1863), salzburgischer römisch-katholischer Geistlicher
- Kreil, Heinrich (1885–1967), deutscher Gewerkschafter und Politiker (Zentrum, CDU), MdL, MdA, Senator
- Kreil, Herbert (1928–1990), deutscher Maler und Schauspieler
- Kreil, Karl (1798–1862), österreichischer Astronom und Meteorologe
- Kreil, Leonie (* 1997), deutsche Fußballspielerin
- Kreil, Tanja (* 1977), deutsche Elektronikerin und Frauenrechtlerin
- Kreilach, Damir (* 1989), kroatischer FußballspielerDamir Kreilach (* 1989)

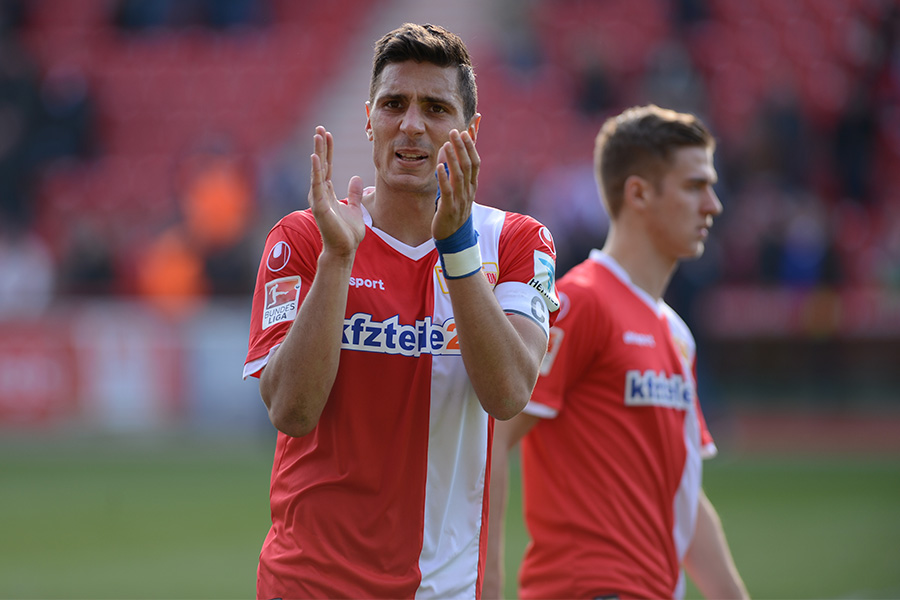
Damir Kreilach (* 1989)

- Kreile, Michael (* 1947), deutscher Politikwissenschaftler
- Kreile, Reinhold (1929–2024), deutscher Jurist und Politiker (CSU), MdB
- Kreile, Roderich (* 1956), deutscher Chorleiter, Kantor des Dresdner Kreuzchors
- Kreiler, Kurt (* 1950), deutscher Autor und Dramaturg
- Kreiling, Melia, britische Schauspielerin
- Kreiling, Simon (* 1872), deutscher Gewerkschafter und Politiker (DNVP)
- Kreilinger, Josef (1928–2015), deutscher Landwirt und Tierzüchter
- Kreilinger, Ulla (* 1962), deutsche Klassische Archäologin
- Kreilmann, Friedrich (1719–1786), Abt des Klosters Grafschaft
- Kreilmeir, Johann (1861–1938), österreichischer Politiker (CSP), Abgeordneter zum Nationalrat

### Kreim
- Kreim, Erwin (* 1939), deutscher Wirtschaftswissenschaftler, Bankdirektor und Unternehmensberater
- Kreim, Fabian (* 1992), deutscher Rallyefahrer
- Kreimeier, Bernd (* 1964), deutscher Programmierer und Science-Fiction-Schriftsteller
- Kreimeier, Klaus (1938–2024), deutscher Publizist und Medienwissenschaftler
- Kreimeier, Uwe (* 1957), deutscher Anästhesist, Notfallmediziner und Hochschullehrer an der Ludwig-Maximilians-Universität München
- Kreimendahl, Lothar (* 1949), deutscher Philosoph
- Kreimer, Dirk (* 1960), deutscher mathematischer Physiker
- Kreimer, Franz (* 1972), österreichischer MusikerFranz Kreimer (* 1972)

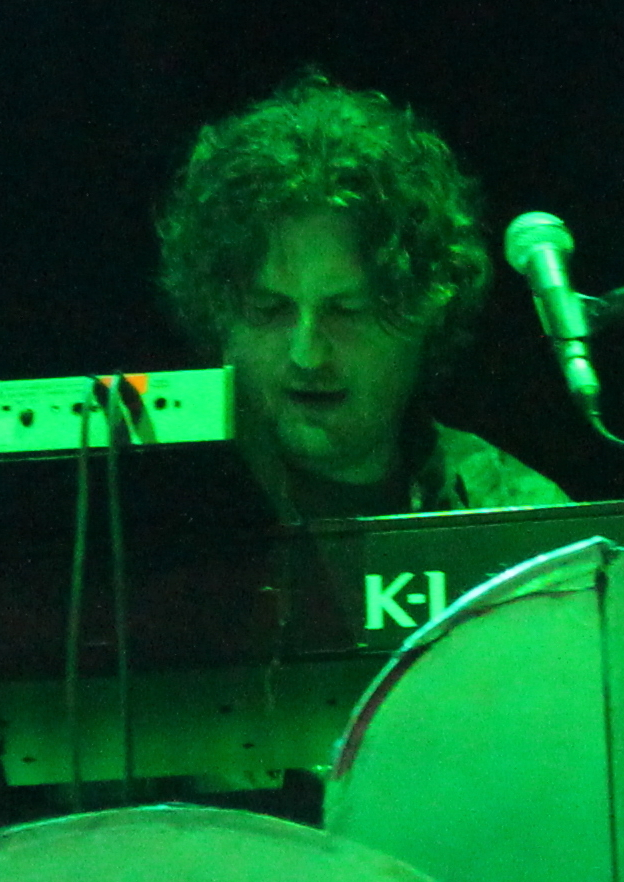
Franz Kreimer (* 1972)

- Kreimer, Mario (* 1987), österreichischer Fußballspieler
- Kreimerman, Roberto (* 1958), uruguayischer Politiker
- Kreiml, Josef (* 1958), deutscher römisch-katholischer Geistlicher, Hochschullehrer

### Krein
- Krein, Alexander Abramowitsch (1883–1951), russischer Komponist
- Krein, Daniela (1897–1986), deutsche Ordensschwester und Schriftstellerin
- Krein, David Abramowitsch (1869–1926), russischer Geiger
- Krein, Grigori Abramowitsch (1879–1955), russischer Komponist
- Krein, Julian Grigorjewitsch (1913–1996), russischer Komponist, Pianist und Musikwissenschaftler
- Krein, Mark Grigorjewitsch (1907–1989), sowjetischer Mathematiker
- Kreindl, Gustav (1903–1947), österreichischer SS-Unterscharführer und SS-Sanitätsdienstgrad (SDG) im KZ Ebensee
- Kreindl, Jenny-Joy (* 1982), deutsche Schauspielerin
- Kreindl, Michael (* 1965), deutscher Filmregisseur
- Kreindl, Walter (1927–2017), österreichischer Maler und Autor
- Kreindl, Werner (1927–1992), österreichischer Schauspieler
- Kreindler, Leo (1886–1942), österreichisch-deutscher Redakteur und Verbandsfunktionär
- Kreinecker, Evelyn (* 1971), österreichische Künstlerin und Regisseurin
- Kreiner, Alois (1898–1961), österreichischer Gerechter unter den Völkern
- Kreiner, Armin (* 1954), deutscher Theologe und Professor für Fundamentaltheologie
- Kreiner, Benjamin (* 1985), österreichischer Nordischer Kombinierer
- Kreiner, David (* 1981), österreichischer Nordischer Kombinierer
- Kreiner, Josef (1911–2004), österreichischer Politiker (SPÖ), Landtagsabgeordneter
- Kreiner, Josef (* 1940), österreichischer Japanologe und Hochschullehrer
- Kreiner, Josephine (1901–1974), österreichische Gerechte unter den Völkern
- Kreiner, Kathy (* 1957), kanadische Skirennläuferin
- Kreiner, Kim (* 1977), US-amerikanische Speerwerferin
- Kreiner, Marion (* 1981), österreichische Snowboarderin
- Kreiner, Otto (1931–1993), österreichischer Schriftsteller
- Kreiner, Sophie (* 2004), österreichische Siebenkämpferin
- Kreiner, Stefan (* 1973), österreichischer Nordischer Kombinierer
- Kreinjobst, Friedrich (1867–1951), Landwirt und Mitglied des Landtags Lippe
- Kreins, Ole (* 1979), deutscher Politiker (SPD), MdA
- Kreinsen, Olaf (* 1960), deutscher Regisseur, Autor und Fotograf

### Kreip
- Kreipe, Birgit (* 1964), deutsche Lyrikerin
- Kreipe, Frida (1894–1980), deutsche Politikerin und Bremerhavener Bürgerschaftsabgeordnete
- Kreipe, Heinrich (1895–1976), deutscher Generalmajor im Zweiten WeltkriegHeinrich Kreipe (1895–1976)

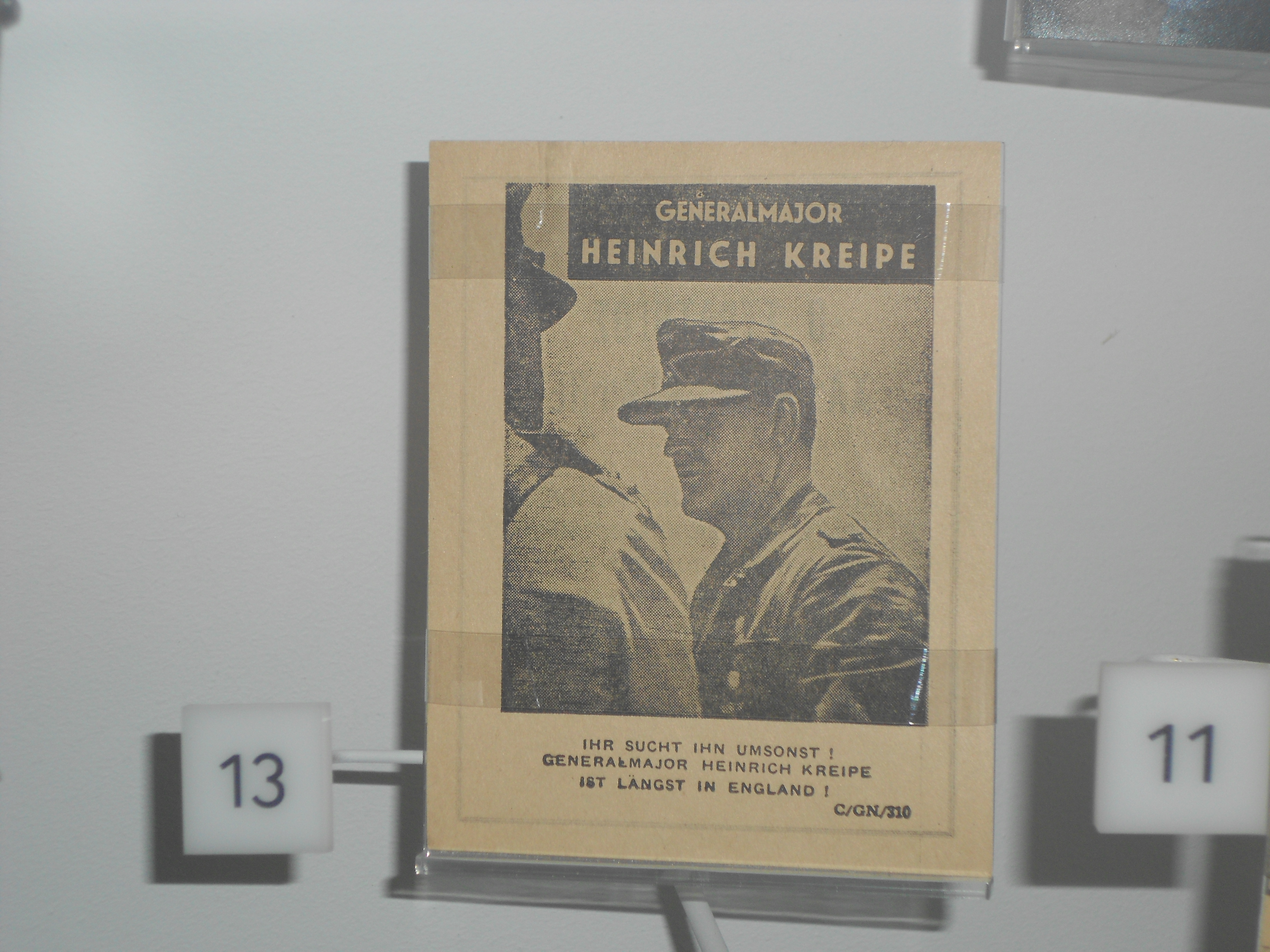
Heinrich Kreipe (1895–1976)

- Kreipe, Werner (1904–1967), deutscher Luftwaffenoffizier, zuletzt General der Flieger, und Chef des Generalstabs der Luftwaffe
- Kreipl, Kurt (* 1954), deutscher Realschullehrer und Malakologe

### Kreis
- Kreis, August III (* 1954), US-amerikanischer Neonaziführer
- Kreis, Christian (* 1977), deutscher Schriftsteller
- Kreis, Dmitrij (* 1988), deutscher Basketballspieler
- Kreis, Franzi (* 1991), deutsch-österreichische Fotografin, Zeichnerin und Filmemacherin
- Kreis, Friedrich (1893–1942), deutscher Philosoph und Bibliothekar
- Kreis, Gabriele (* 1947), deutsche Buch- und Drehbuchautorin
- Kreis, Georg (* 1943), Schweizer Historiker
- Kreis, Hans (* 1948), deutscher Autor
- Kreis, Harold (* 1959), deutsch-kanadischer Eishockeyspieler und -trainerHarold Kreis (* 1959)

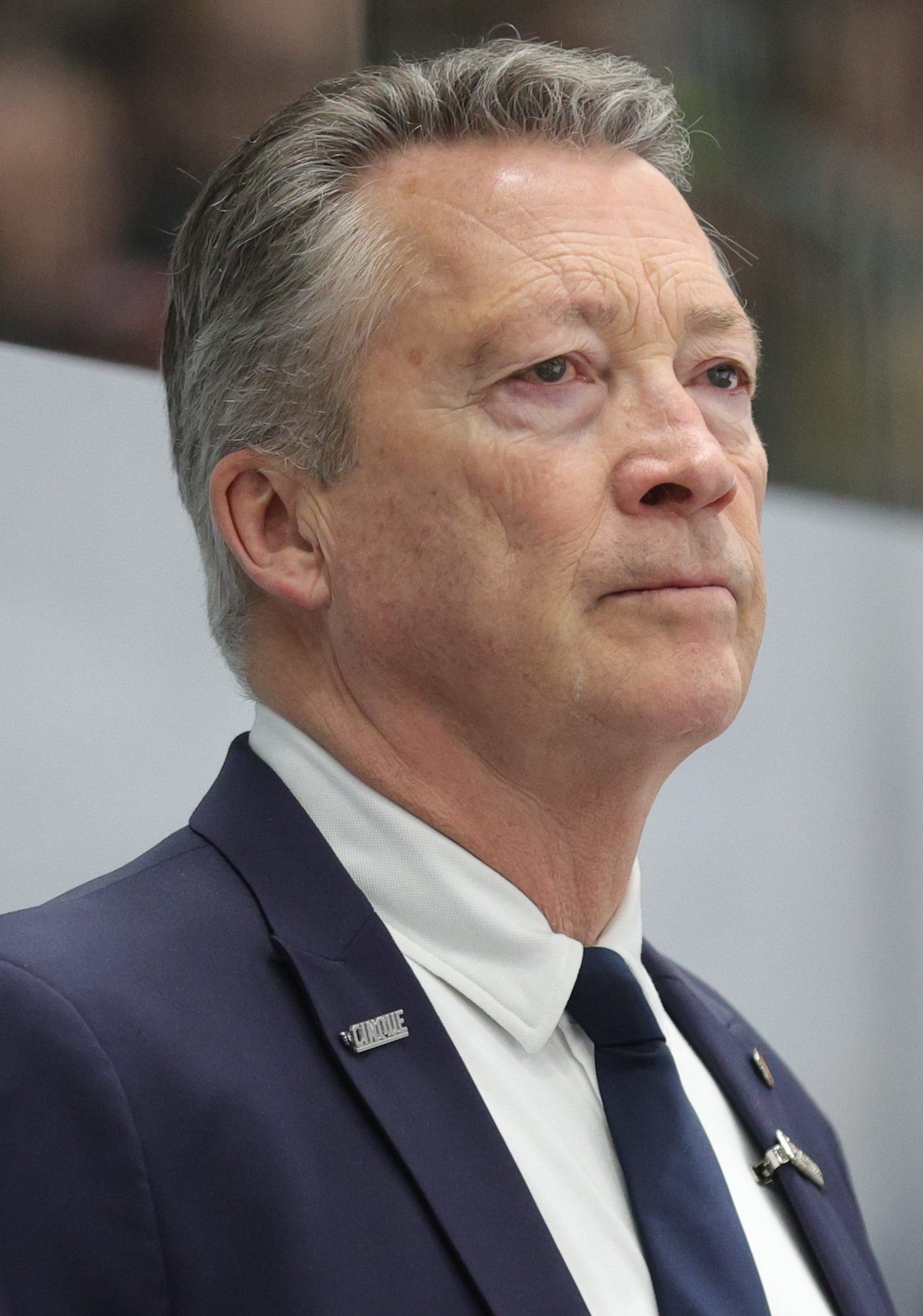
Harold Kreis (* 1959)

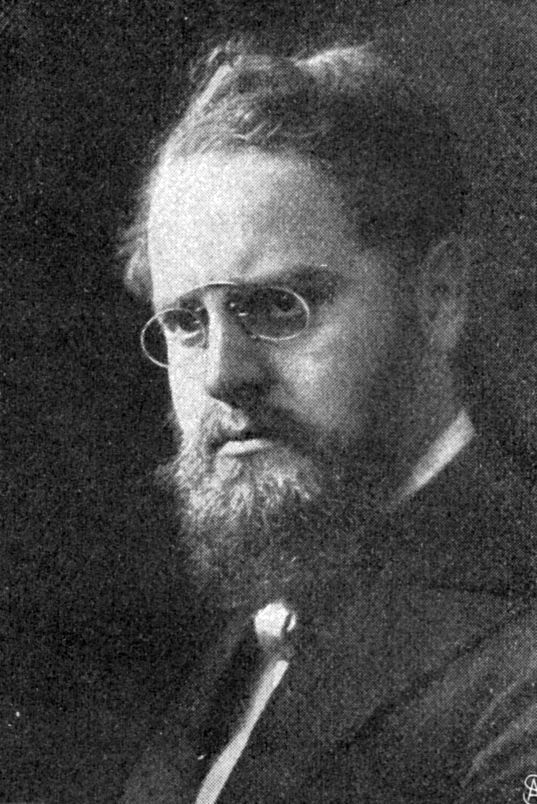
Wilhelm Kreis (1873–1955)

- Kreis, Jason (* 1972), US-amerikanischer Fußballspieler und -trainer
- Kreis, Johann Georg (1803–1863), Schweizer Politiker und Richter
- Kreis, Julius (1891–1933), deutscher Schriftsteller, Zeichner und Buchillustrator
- Kreis, Karl Markus (* 1940), deutscher Politologe
- Kreis, Manfred (* 1956), deutscher Brigadegeneral
- Kreis, Marie-Eve (1905–1981), deutsch-schweizerische Ausdruckstänzerin, Choreografin und Kabarettistin
- Kreis, Martin (* 1967), deutscher Mediziner und Hochschullehrer
- Kreis, Melanie (* 1971), deutsche Managerin
- Kreis, Otto (1890–1966), Schweizer Dirigent und Komponist
- Kreis, Reinhild (* 1978), deutsche Historikerin
- Kreis, Robert (* 1949), niederländischer Pianist und Entertainer
- Kreis, Rudolf (1926–2016), deutscher Literaturwissenschaftler
- Kreis, Samuel (* 1994), Schweizer Eishockeyspieler
- Kreis, Sebastian (* 1986), deutscher Fußballspieler
- Kreis, Thomas (* 1952), deutscher Physiker
- Kreis, Wilhelm (1873–1955), deutscher Architekt und HochschullehrerWilhelm Kreis (1873–1955)
- Kreisberg, Jonathan (* 1972), US-amerikanischer Jazzgitarrist und Komponist
- Kreisch, Leo (1895–1977), deutscher Vizeadmiral der Kriegsmarine
- Kreisch, Walter (* 1912), deutscher Fußballspieler in Dresden
- Kreische, Charles (* 1995), deutscher Musicaldarsteller
- Kreische, Ernst (1902–1944), sudetendeutscher Lehrer, Journalist, Schriftsteller und Funktionär der Deutschen Sozialdemokratischen Arbeiterpartei (DSAP) der Tschechoslowakei
- Kreische, Hans (1922–2003), deutscher Fußballspieler
- Kreische, Hans-Jürgen (* 1947), deutscher Fußballspieler und -trainerHans-Jürgen Kreische (* 1947)

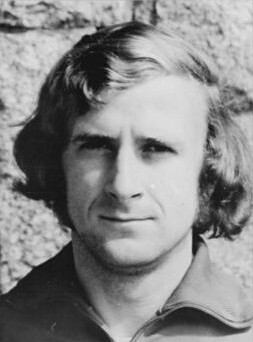
Hans-Jürgen Kreische (* 1947)

- Kreischer, Carl Gustav (1833–1891), deutscher Bergingenieur, Lehrer und Bibliothekar
- Kreisel, Alexander (* 1970), deutscher Schwimmtrainer
- Kreisel, Franz (1890–1960), deutscher Eishockeyspieler, Eishockeytrainer sowie -schiedsrichter
- Kreisel, Georg (1923–2015), britisch-US-amerikanischer Logiker und Mathematiker
- Kreisel, Hanns (1931–2017), deutscher Mykologe
- Kreisel, Hans Horst (1891–1944), deutscher Redakteur, Schriftleiter und Verlagsdirektor
- Kreisel, Heinrich (1898–1975), deutscher Kunsthistoriker, Museumsdirektor und Denkmalpfleger
- Kreisel, Henry (1922–1991), kanadischer Anglist, Hochschullehrer und Schriftsteller
- Kreisel, Paul Eberhard (1931–2011), deutscher Komponist und Kirchenmusiker
- Kreisel, Walter (1929–2025), deutscher Bildhauer
- Kreisel, Wolf, deutscher Handballtrainer
- Kreiselmaier, Johannes (1892–1944), deutscher Arzt, Widerstandskämpfer und NS-Opfer
- Kreiselmeyer, Michael (1944–2023), deutscher Landrat
- Kreiser, Dunja (* 1971), deutsche Politikerin (SPD), MdL
- Kreiser, Edward (1869–1916), US-amerikanischer Organist und Komponist
- Kreiser, Helene (1881–1964), deutsche Dompteuse und Zirkusdirektorin
- Kreiser, Jakow Grigorjewitsch (1905–1969), sowjetischer Armeegeneral
- Kreiser, Klaus (1945–2024), deutscher Orientalist und Turkologe
- Kreiser, Kurt (1891–1945), deutscher Musikjournalist, Dirigent und Komponist
- Kreiser, Lothar (1934–2023), deutscher Philosoph und Hochschullehrer
- Kreiser, Walter (1898–1958), deutscher Flugzeugkonstrukteur und Journalist
- Kreiser-Barum, Margarete (1902–1970), deutsche Zirkusdirektorin des Circus Barum
- Kreisig, Martin (1856–1940), deutscher Pädagoge und Leiter der Robert-Schumann-Gesellschaft
- Kreisky, Bruno (1911–1990), österreichischer Politiker (SPÖ), Abgeordneter zum Nationalrat und BundeskanzlerBruno Kreisky (1911–1990)

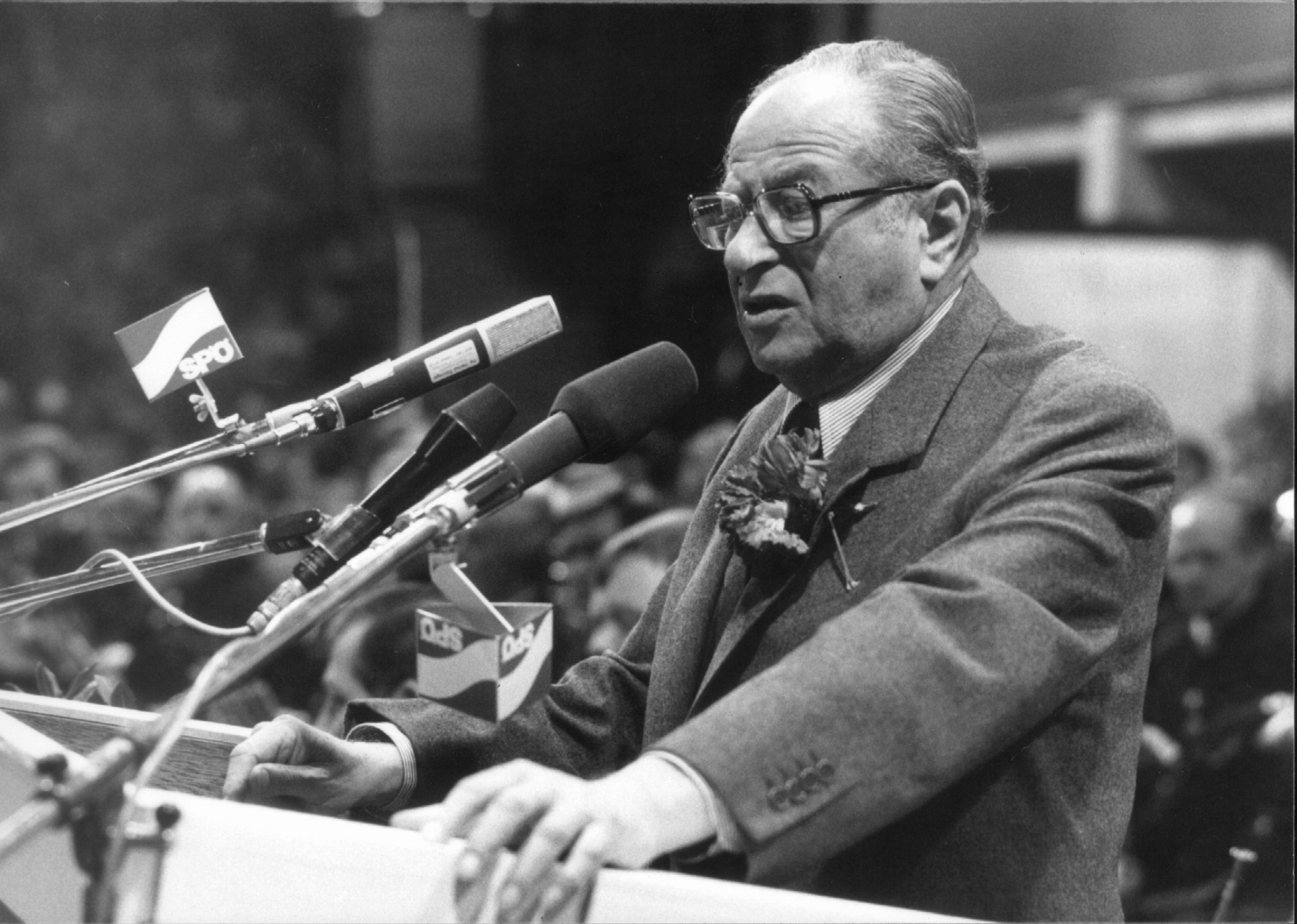
Bruno Kreisky (1911–1990)

- Kreisky, Eva (1944–2024), österreichische Rechts- und Politikwissenschaftlerin
- Kreisky, Peter (1944–2010), österreichischer Sozialwissenschaftler
- Kreisl, Fritz (* 1953), österreichischer Beamter und Politiker (ÖVP), Bürgermeister von St. Peter-Freienstein, Landtagsabgeordneter der Steiermark
- Kreisler, Fritz (1875–1962), austroamerikanischer Violinist und Komponist
- Kreisler, Georg (1922–2011), US-amerikanischer Sänger, Komponist, Schriftsteller und Kabarettist österreichischer HerkunftGeorg Kreisler (1922–2011)

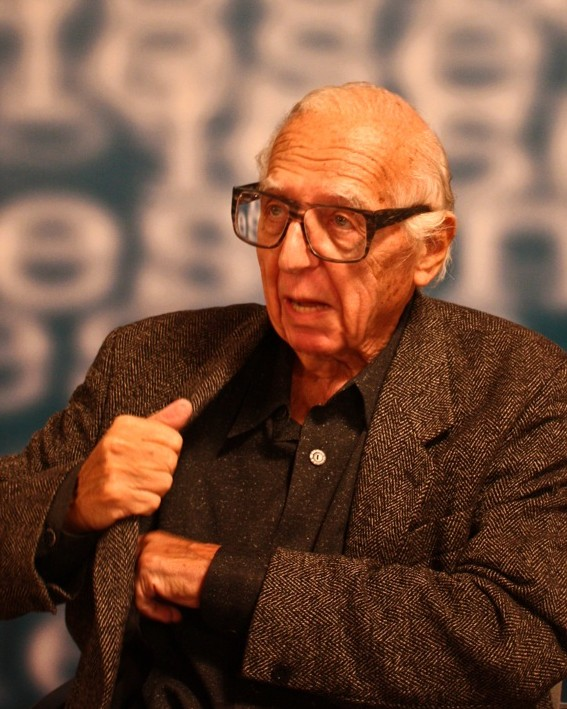
Georg Kreisler (1922–2011)

- Kreisler, Hugo (1884–1929), österreichischer Cellist
- Kreisler, Otto (1889–1970), österreichischer Filmregisseur und Filmproduzent
- Kreisler, Sandra (* 1961), US-amerikanische Schauspielerin und Sängerin
- Kreisligalegende (* 1988), deutscher Partyschlager-Sänger, Autor und Inhaber des Labels Kreisligafußball – Das Bier gewinnt
- Kreiß, Christian (* 1962), deutscher Ökonom
- Kreiß, Doris (1945–2007), deutsche Keramikerin
- Kreiß, Friedrich (1842–1915), deutscher Gartenarchitekt
- Kreiss, Heinz-Otto (1930–2015), schwedisch-US-amerikanischer Mathematiker
- Kreiß, Johann Karl (1866–1945), deutscher Politiker (DNVP), Mitglied des Provinziallandtages der Provinz Hessen-Nassau
- Kreiss, Stephan (1962–2021), deutscher Schauspieler, Clown und Komödiant
- Kreišs, Valters (* 2003), lettischer Stabhochspringer
- Kreißel, Fritz (* 1913), deutscher Fußballspieler und -trainer
- Kreißel, Heinz (1934–2021), deutscher Fußballspieler
- Kreißel, Herbert (* 1931), deutscher Fußballspieler
- Kreißelmeyer, Konrad (1877–1954), deutscher Verwaltungsjurist
- Kreißig, Gertraud (1938–2011), deutsche Schauspielerin
- Kreissig, Hans (1856–1929), US-amerikanischer Dirigent, Musikpädagoge und Pianist
- Kreißig, Heinz (1921–1984), deutscher Althistoriker
- Kreissig, Thorsten (* 1963), deutscher Regisseur, Choreograph, Tänzer, Schauspieler und Autor
- Kreißig, Wolfgang (* 1970), deutscher Hochspringer
- Kreißl, Anton (1895–1945), deutscher Politiker (NSDAP), MdR und SS-Führer
- Kreißl, Anton (1908–1987), sudetendeutscher Heimatforscher
- Kreissl, Eva (* 1958), deutsch-österreichische Kulturwissenschaftlerin und Kuratorin
- Kreissl, Günter (* 1974), österreichischer Fußballspieler und -trainer
- Kreissl, Gusti (1904–1986), deutsche Schauspielerin
- Kreißl, Michael (1958–2004), österreichischer Politiker (FPÖ), Landtagsabgeordneter
- Kreissl, Reinhard (* 1952), deutscher Soziologe
- Kreissl-Dörfler, Wolfgang (* 1950), deutscher Politiker (Bündnis 90/Die Grünen, SPD), MdEP
- Kreißl-Wurth, Hanneliese, österreichische Textdichterin, Komponistin und Musikproduzentin
- Kreissler, Felix (1917–2004), österreichisch-französischer Historiker
- Kreißler, Lisa (* 1983), deutsche Schriftstellerin
- Kreißler, Micaëla (1941–2017), deutsche Schauspielerin und Synchronsprecherin
- Kreiswirth, Chaim (1918–2001), polnisch-belgischer orthodoxer Rabbiner, Großrabbiner von Antwerpen
- Kreisz, Tibor (* 1958), ungarischer Tischtennisspieler

### Kreit
- Kreitan, Wassili Petrowitsch (1832–1896), russischer Bildhauer
- Kreitel, Henning (* 1982), deutscher Schriftsteller und Fotograf
- Kreiten, Alois (1856–1930), Kölner Goldschmied und Emailleur
- Kreiten, Karlrobert (1916–1943), deutscher Pianist mit niederländischer Staatsbürgerschaft
- Kreiten, Wilhelm (1847–1902), deutscher Jesuit, Lyriker, Literaturhistoriker und -Kritiker
- Kreiten-Barido, Emmy (1894–1985), deutsche Sängerin (Mezzosopran) und Kammersängerin
- Kreiter, Andreas (* 1963), deutscher Neurobiologe
- Kreiter, Casey (* 1990), US-amerikanischer American-Football-Spieler
- Kreiter, Cornelius Gerhard (* 1937), deutscher Chemiker
- Kreiter, Elfi (1936–2024), deutsche Schnittmeisterin
- Kreiter, Wladimir Michailowitsch (1897–1966), russisch-sowjetischer Geologe und Hochschullehrer
- Kreith, Frank (1922–2018), US-amerikanischer Maschinenbau- und Energieingenieur österreichischer Herkunft
- Kreitl, Michael (* 1975), deutscher Eishockeyspieler
- Kreitlein, Rudolf (1919–2012), deutscher Fußballschiedsrichter
- Kreitling, Holger (* 1964), deutscher Journalist
- Kreitling, Robert (* 1837), deutscher Mechaniker und Politiker (FVp), MdR
- Kreitlow, Peter (1943–1963), deutsches Todesopfer der Berliner Mauer
- Kreitmaier, Josef (1874–1946), deutscher Jesuit, Kunsthistoriker und Kirchenkomponist
- Kreitmair, Anton (1963–2020), deutscher Politiker (CSU)
- Kreitmair, Rosemarie (1940–2023), deutsche Richterin des Oberlandesgerichts München und des Bayerischen Verfassungsgerichtshofs
- Kreitman, Esther (1891–1954), jiddischsprachige Roman- und Kurzgeschichtenautorin
- Kreitmayr, Markus (* 1968), deutscher Brigadegeneral
- Kreitmeier, Conny (* 1971), deutsche SängerinConny Kreitmeier (* 1971)

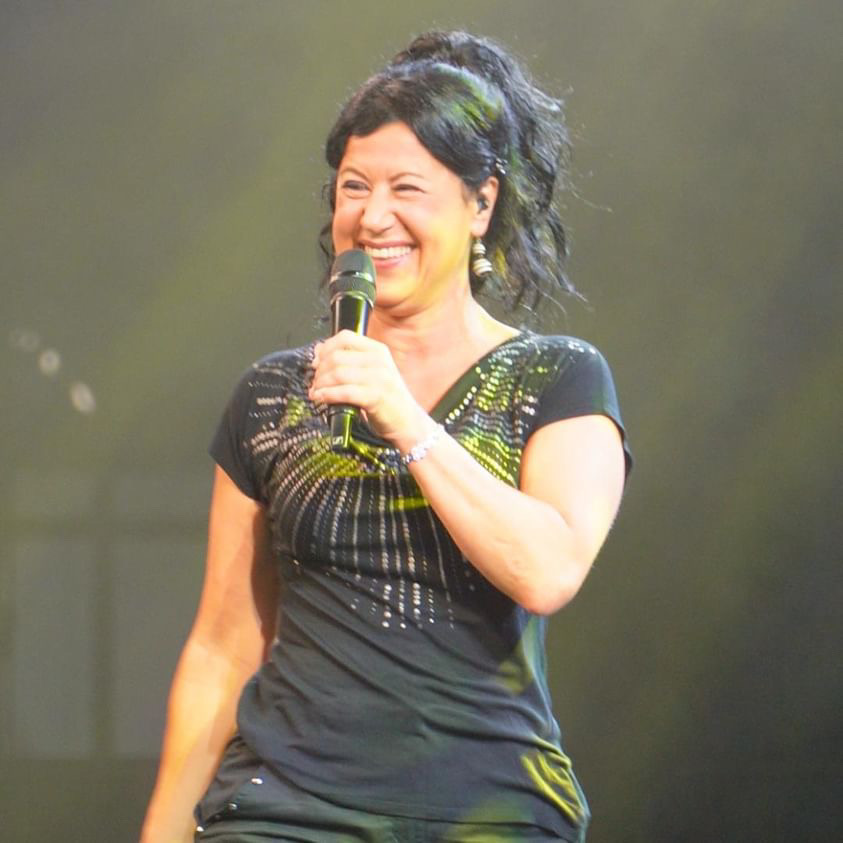
Conny Kreitmeier (* 1971)

- Kreitmeier, Lukas (* 1996), österreichischer Ruderer
- Kreitmeier, Thilo (* 1967), deutscher Musiker, Komponist und Bandleader
- Kreitmeir, Christoph (* 1962), deutscher katholischer Priester, Franziskaner, Ordenspriester, Logotherapeut, Sozialpädagoge, psycho-spiritueller Lebensberater, römisch-katholischer Theologe und Buchautor
- Kreitmeir, Hermann Josef (1926–2017), deutscher Publizist, Reporter und Redakteur
- Kreitmeir, Michael (* 1956), deutscher Filmregisseur
- Kreitmeyer, Reinhold (1908–1996), deutscher Politiker (FDP), MdL, MdB
- Kreitner, Gustav (1847–1893), altösterreichischer Geograph
- Kreitner, Hartmann Hubert (1912–1945), deutscher Schulbruder und Märtyrer
- Kreitner, Roman (* 1950), österreichischer Unternehmer und Werbefachmann
- Kreitner, Siegfried (* 1967), deutscher Bildhauer
- Kreittmayr, Joseph Benno von (1710–1757), Bürgermeister von München
- Kreittmayr, Wiguläus von (1705–1790), deutscher Rechtswissenschaftler, kurfürstlich bayerischer Wirklicher Geheimer StaatskanzlerWiguläus von Kreittmayr (1705–1790)

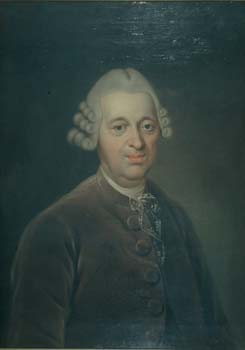
Wiguläus von Kreittmayr (1705–1790)

- Kreituse, Ilga (* 1952), lettische Politikerin und Historikerin
- Kreitz, Isabel (* 1967), deutsche Comiczeichnerin
- Kreitz, Otto (1888–1974), deutscher Politiker
- Kreitz, Willy (1903–1982), belgischer Eishockeyspieler und Bildhauer
- Kreitzberg, Peeter (1948–2011), estnischer Pädagoge und Politiker, Mitglied des Riigikogu
- Kreitzburg, Brock (* 1976), US-amerikanischer Bobsportler

### Kreiv
- Kreivys, Dainius (* 1970), litauischer Politiker

### Kreiz
- Kreizberg, Yakov (1959–2011), russisch-US-amerikanischer Dirigent